# 攻击-11
攻击-11无人机（英語：Gongji-11）代号利剑无人机或利剑，是中华人民共和国沈阳飞机设计研究所设计、洪都航空工业集团生产的大型隐形无人攻击机，采用飞翼布局及隐身低流损蛇形进气道。机长12.2米，高2.7米，翼展14.4米。利剑总设计师为中航工业沈阳所副所长刘志敏。

## 历史
利剑无人作战飞机项目于2009年启动，首架于2012年12月13日下线，随后开始进行地面测试。该机先进低反射隐身进气道于2013年5月在车台进行了历时一个多月的与发动机匹配的试车摸底试验。2013年11月21日13时许，利剑无人作战攻击机在西南某试飞中心成功完成首飞。這也標誌著中國成為继美国、法国、英国之后第四個成功完成專用无人作战飞机首飛的國家。
“利剑”无人作战飞机验证机采用中国国产中等推力涡扇發動機。

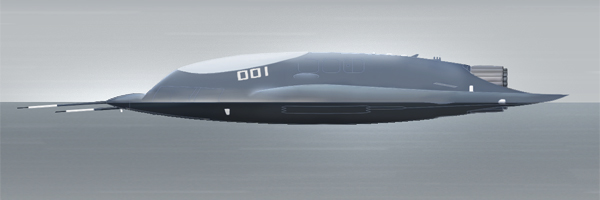
利剑无人机模拟图

2016年5月24日，中航工业官方媒体《中国航空报》关于沈阳飞机设计研究所副总设计师张子军的报道，提到了某项验证项目“以全面达标的优异成绩通过验收”，取得了重大成果突破了无人机领域多项关键技术，填补了国内空白。观察者网军事评论员认为，这一验证项目应为“利剑”隐身无人机；鉴于“利剑”的演示验证项目定位，该机通过验收有可能意味着这一项目正式结束，转为技术储备。有传言称，目前中国正在研发一款战略轰炸机，其部分技术特点与B-2较为类似。如果传言属实，那么“利剑”的部分技术也有被应用于这一战略轰炸机上的可能。

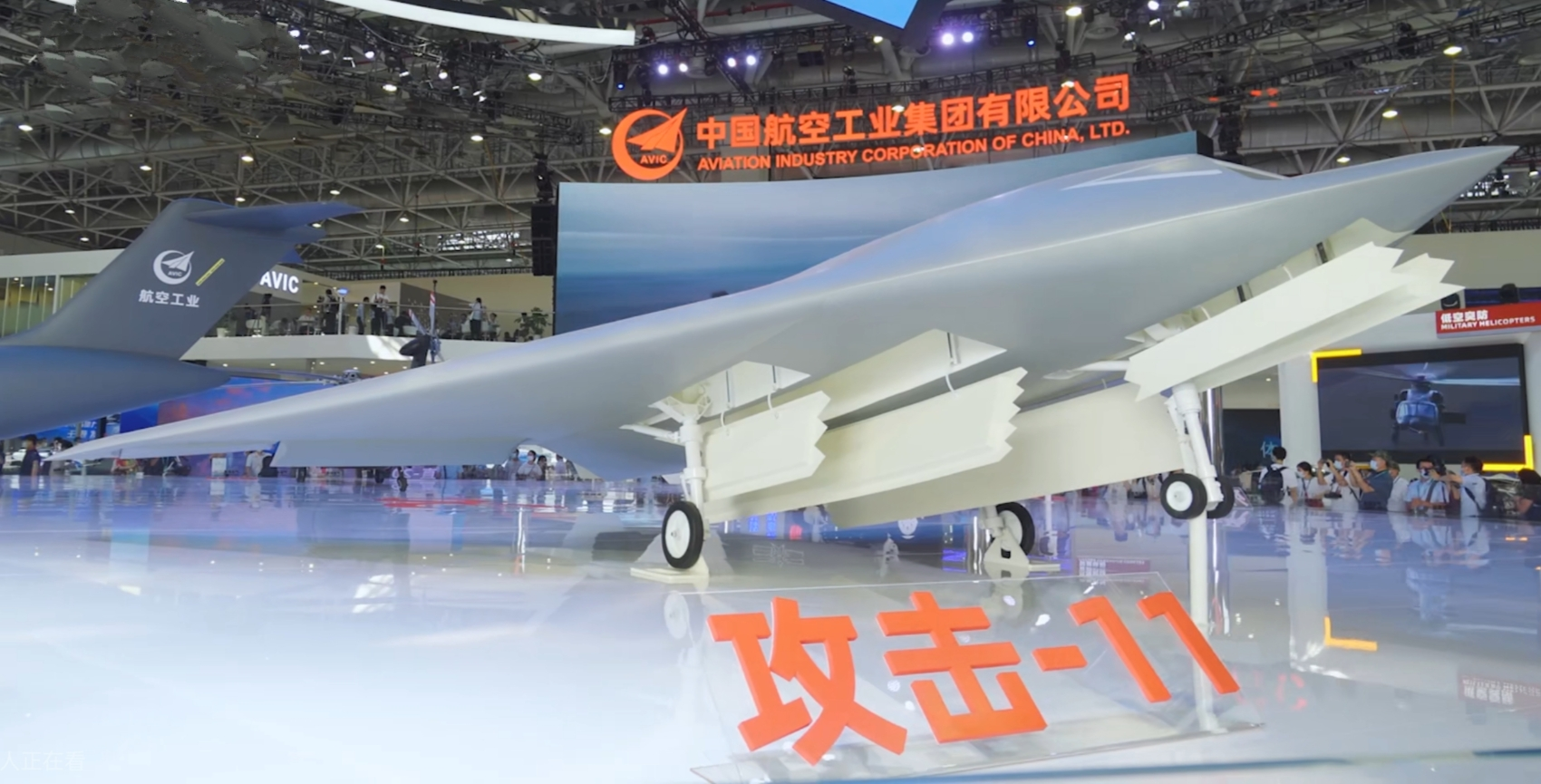
2021年珠海航展上公开展示的攻击-11无人机模型

2017年12月底一款中航工業內部員工福利社推出的利剑紀念模型照片出現於網上，該款模型有真實利剑的所有外觀細節，可看出最終版的尾噴口做了隱身化處理，顯示之前實飛照片出現的是一種試驗機，同時下方有兩個彈艙，一邊掛載了4枚小型衛星引導炸彈另一邊是一枚大型衛星引導滑翔炸彈，彈艙門和許多機身接縫處有鋸齒狀隱身處理，顯示該機很可能已經量產進入實戰階段。2019年70年國慶閱兵期間首次公開出現，并公布定型名称为攻击-11，顯示該武器已經裝備部隊。

## 改型
- 攻擊15：攻擊-11海軍型